# IGRINS
IGRINS (Immersion GRating INfrared Spectrograph)とはチリのセロ・トロロ汎米天文台にあるジェミニ南望遠鏡（口径8.1m）で使用されている天文観測用の赤外線分光器である。
IGRINSの開発は韓国宇宙研究院とテキサス大学オースティン校の共同で行われた。

## 解説
IGRINSは、波長1.45 μmから2.45μmの近赤外線を波長分解能R=40,000で一カバーする高分散赤外線分光器である。2基のHgCdTe赤外線検出器を備え、一回の露光で波長全域を連続的にカバーできるように設計されている。IGRINSは主たる分散にエシェル回折格子を使用するエシェル分光器で、エシェル格子にケイ素浸漬型回折格子を使用していることが特徴である。浸漬型回折格子は高分散を保ったまま装置をコンパクト化する上で大きな効果があり、コリメート光束の直径を25mm、装置全体で見ても90x60x38cmの冷却容器に収まるサイズになっている。回折格子はテキサス大学オースティン校により微細加工技術を使って製造された。
装置の冷却範囲内には可動部品が存在しないように設計されており、波長カバー範囲や電磁スペクトルのフォーマットは固定されている。
エシェル格子で分散された光束はその先にあるダイクロイックミラーで長波長側（Kバンド相当）と短波長側（Hバンド相当）の2つのチャンネルに分割され、それぞれのチャンネルの検出器で記録される。個々のチャンネルにはクロス分散素子としてVPH(Volume Phase Holographic ) 回折格子が備わっており、クロス分散された電磁スペクトルが個々のチャンネルの検出器に投影されて記録される。
検出器にはテレダイン・イメージング社製H2RG(HAWAII2RG) 焦点面アレイ（2k×2k画素）を使用し、検出器のコントローラー基板として同社製のSIDECAR ASIC が接続されている。検出器のハウジングは65 K (−208.2 °C)、検出器ユニットのマウント部は130 K (−143 °C)に冷却され、装置の他の部分から熱的に隔離されている。
IGRINSは2014年夏にマクドナルド天文台2.7m望遠鏡に取り付けられてで初期の試運用を行った。IGRINSは2016年から2018年の間に何度かローウェル天文台のディスカバリーチャンネル望遠鏡（口径4.2m）に貸し出され、2つの天文台の間を往復した。2018年春にはジェミニ南望遠鏡に移設されて初めて南天の観測を行った。